# Lekkoatletyka na Letnich Igrzyskach Olimpijskich 1936 – bieg na 10 000 m mężczyzn

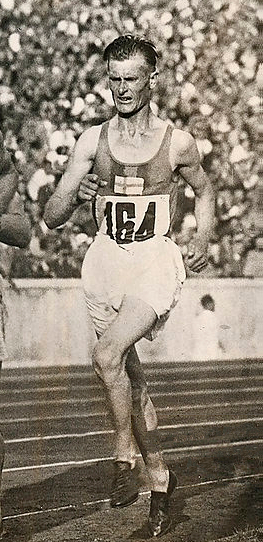
Ilmari Salminen

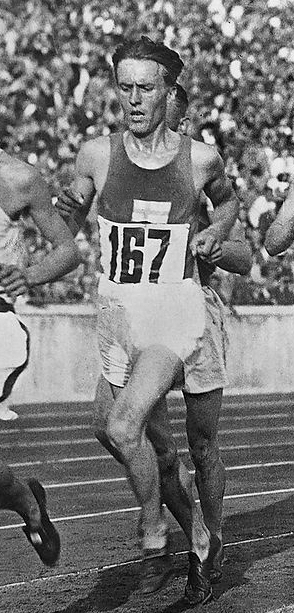
Volmari Iso-Hollo

Bieg na 10 000 metrów mężczyzn był jedną z konkurencji rozgrywanych podczas XI Letnich Igrzysk Olimpijskich. Bieg został rozegrany w 2 sierpnia 1936 roku na Stadionie Olimpijskim w Berlinie. Wystartowało 30 zawodników z 18 krajów.

## Rekordy
|                   | Zawodnik          | Wynik   | Miejsce     | Data                  |
| ----------------- | ----------------- | ------- | ----------- | --------------------- |
| Rekord świata     | Paavo Nurmi       | 30:06,2 | Kuopio      | 31 sierpnia 1924(dts) |
| Rekord olimpijski | Janusz Kusociński | 30:11,4 | Los Angeles | 31 lipca 1932(dts)    |

## Terminarz

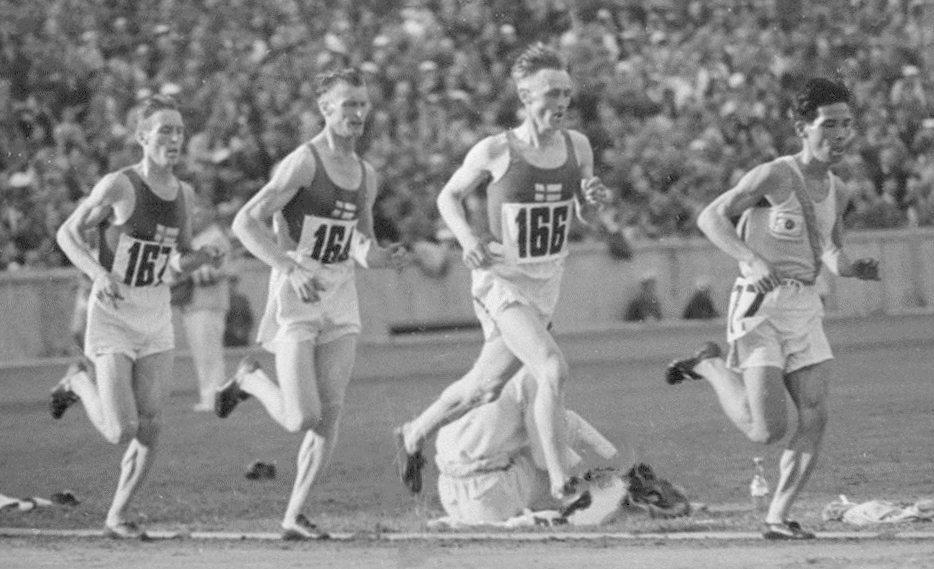
Od prawej: Kohei Murakoso, Arvo Askola, Ilmari Salminen, Ilmari Salminen

| Data            |       | Godzina |
| --------------- | ----- | ------- |
| 2 sierpnia 1936 | Finał | 17:30   |

## Wyniki
| Poz.             | Zawodnik           | Reprezentacja     | Czas    | Uwagi |
| ---------------- | ------------------ | ----------------- | ------- | ----- |
| 1.               | Ilmari Salminen    | Finlandia         | 30:15,4 |       |
| 2.               | Arvo Askola        | Finlandia         | 30:15,6 |       |
| 3.               | Volmari Iso-Hollo  | Finlandia         | 30:20,0 |       |
| 4.               | Kohei Murakoso     | Japonia           | 30:25,0 | [ 3 ] |
| 5.               | Alec Burns         | Wielka Brytania   | 30:58,2 | [ 4 ] |
| 6.               | Juan Carlos Zabala | Argentyna         | 31:22,0 |       |
| 7.               | Max Gebhardt       | III Rzesza        | 31:29,6 |       |
| 8.               | Don Lash           | Stany Zjednoczone | 31:39,4 |       |
| 9.               | Odd Rasdal         | Norwegia          | 31:40,4 | [ 3 ] |
| 10.              | Harry Siefert      | Dania             | 31:52,6 |       |
| 11.              | Giuseppe Beviacqua | Włochy            | 31:57,0 |       |
| 12.              | János Kelen        | Węgry             | 32:01,0 |       |
| 13.              | Henning Sundesson  | Szwecja           | 32:11,8 |       |
| 14.              | Józef Noji         | Polska            | 32:13,0 |       |
| 15.              | Rudolf Wöber       | Austria           | 32:22,0 |       |
| 16.              | Eino Pentti        | Stany Zjednoczone | 32:23,0 |       |
| 17.              | Ludvík Bombík      | Czechosłowacja    | 32:24,0 |       |
| 18.              | Lucien Tostain     | Francja           | 32:24,2 |       |
| 19.              | André Sicard       | Francja           | 32:25,0 |       |
| 20.              | André Lonlas       | Francja           | 32:58,0 |       |
| 21.              | Walter Schönrock   | III Rzesza        | 32:59,0 |       |
| 22.              | Josef Siegers      | III Rzesza        |         |       |
|                  | Pierre Bajart      | Belgia            |         |       |
| Scotty Rankine   | Kanada             |                   |         |       |
| Milton Wallace   | Kanada             |                   |         |       |
| William Eaton    | Wielka Brytania    |                   |         |       |
| Stanley Wudyka   | Stany Zjednoczone  |                   |         |       |
| Fusashige Suzuki | Japonia            |                   |         |       |
| -                | Raunaq Singh Gill  | Indie Brytyjskie  | DNF     |       |
| -                | John Potts         | Wielka Brytania   | DNF     |       |
| -                | Luis Oliva         | Argentyna         | DNS     |       |
| -                | Georg Balaban      | Austria           | DNS     |       |
| -                | Wilhelm Friebe     | Austria           | DNS     |       |
| -                | Harold Webster     | Kanada            | DNS     |       |
| -                | Jorge Perry        | Kolumbia          | DNS     |       |
| -                | Konstandin Gutis   | Grecja            | DNS     |       |
| -                | Stelios Kyriakidis | Grecja            | DNS     |       |
| -                | Valentín González  | Meksyk            | DNS     |       |
| -                | Cecil Matthews     | Nowa Zelandia     | DNS     |       |
| -                | Erik Pettersson    | Szwecja           | DNS     |       |